# Давні канарці
Давні канарці — корінне населення Канарських островів до іспанського завоювання.
До них належали: гуанчі, бімбапи, мао, ауріти, махорери та інші.
Асимільовані іспанцями.
На думку Тура Геєрдала, нащадки фінікійських екіпажів, що випадково попали на Канарські острови.
Розмовляли давньоканарськими мовами.